# Fuyu Li
Fuyu Li (født 9. maj 1978) er en kinesisk tidligere professionel cykelrytter.